# Bocageopsis canescens
Bocageopsis canescens är en kirimojaväxtart som först beskrevs av Richard Spruce och George Bentham, och fick sitt nu gällande namn av Robert Elias Fries. Bocageopsis canescens ingår i släktet Bocageopsis och familjen kirimojaväxter. Inga underarter finns listade i Catalogue of Life.